# Радзивилл, Станислав (1559)
Князь Станислав Радзивилл (12 мая 1559, Вильно — 19 марта 1599, Пассау) — государственный и военный деятель Великого княжества Литовского, 1-й ординат Олыцкий (1586—1599), маршалок великий литовский (1592—1595), генеральный староста жмудский (1595—1599).

## Биография
Представитель несвижской линии литовского магнатского рода Радзивиллов герба «Трубы». Четвертый сын канцлера великого литовского и воеводы виленского Николая Яновича Радзивилла «Черного» (1515—1565) и Эльжбеты Шидловецкой (1533—1562). Старшие братья — Николай Кшиштоф «Сиротка», Альбрехт и Юрий Радзивиллы.
Учился в Несвиже и Лейпциге, затем путешествовал по Италии, Испании, Португалии и Франции. Знал 12 языков. В 1574 году перешёл из кальвинизма в римско-католическую веру. Автор религиозных произведений и переводов. 

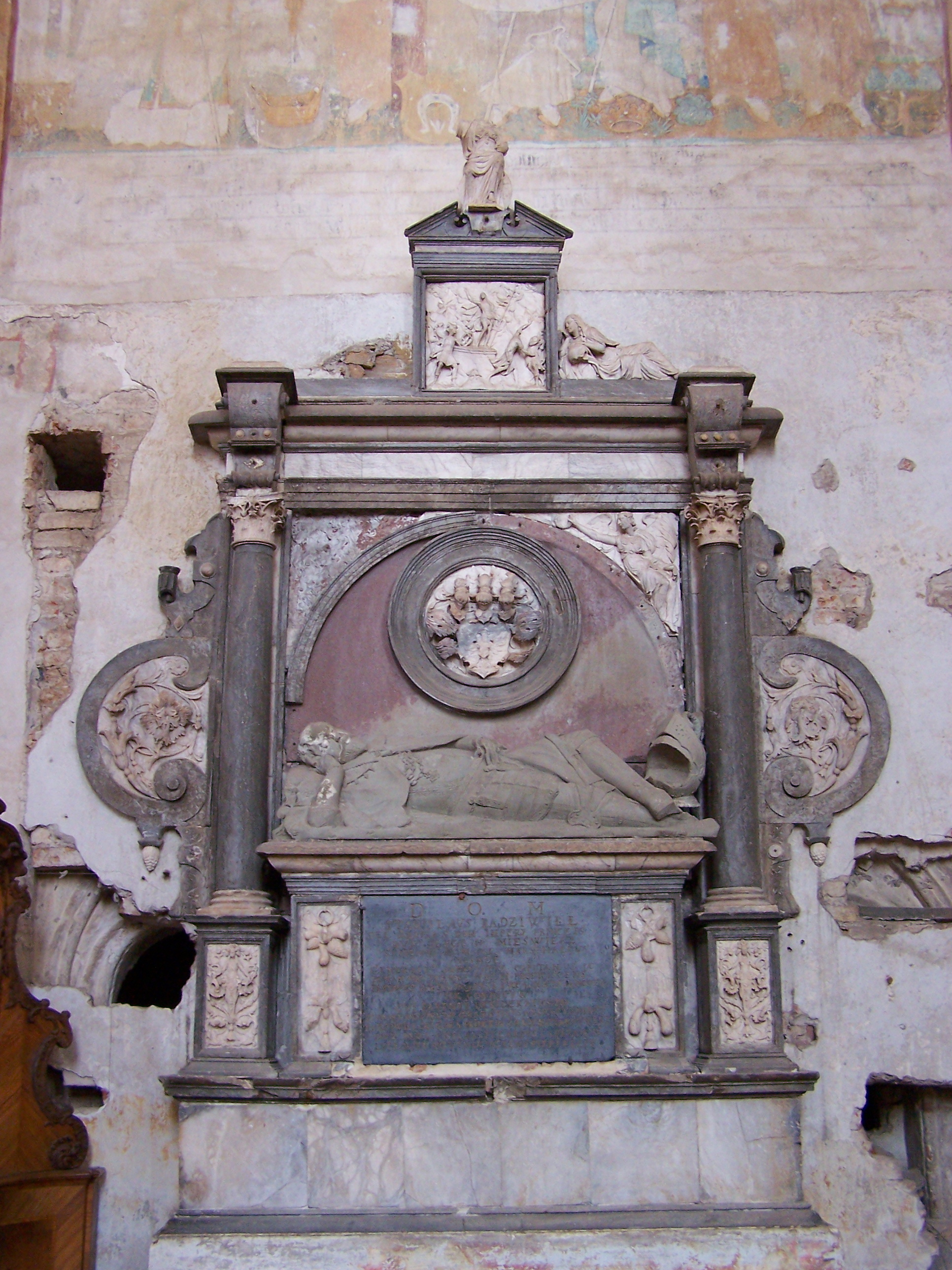
Надгробие Станислава Радзивилла

В 1580—1581 годах во главе собственного отряда участвовал в Ливонской войне (1558—1583), занимал ряд высоких государственных должностей в Великом княжестве Литовском. В 1586 году после раздела отцовских владений между братьями Станислав стал первым ординатом Олыцким. В 1592 году стал маршалком великим литовским, а в 1595 году получил должность генерального старосты жемайтского.
Кроме обширных владений на Волыни (центр — Олыка), владел Негневичами в Новогрудском повете, Налибоками в Минском повете и Дуниловичами в Ошмянском повете. Ктитор костёлов в Налибоках и Дуниловичах.
Станислав Радзивилл похоронен в виленском костёле бернардинцев. Надгробие Станислава Радзивилла создано, как предполагается, в 1618—1623 годах в мастерской фламандца Виллема ван ден Блока, работавшего в Данциге.

## Семья
После 1585 года женился на Марианне из рода Мышков (1563—1600), от брака с которой имел двух дочерей и четырех сыновей:
- Николай Криштоф Радзивилл (1589—1614), 2-й ординат Олыцкий
- Альбрехт Станислав Радзивилл (1595—1656), 3-й ординат Олыцкий, подканцлер и канцлер великий литовский
- Эльжбета Радзивилл (1592—1627), 1-й муж с 1606 года Анджей Ежи Сапега (ум. 1610), 2-й муж каштелян витебский Николай Завиша
- Станислав Радзивилл
- Ежи Радзивилл
- Кристина Радзивилл